# Connie Olsen
Connie Olsen født 1960 er en tidligere dansk langdistanceløber, som løb for Københavns IF i perioden 1977-1980.
Olsen vandt et individuelt dansk mesterskab; 1500 meter indendørs 1978 samt to hold mesterskaber. Hun deltog tre gange på verdensmesterskaberne i cross med en 35.plads som bedste resultat. 1978 var hun med ved Europamesterskaberne i Prag på 3000 meter og opnåede en 25 plads. Hun opnåede tre landskampe.

## Internationale mesterskaber
- 1980 VM 6 km cross nummer 81
- 1979 VM 6 km cross nummer 35
- 1978 VM 6 km cross nummer 36
- 1978 EM 3000 meter nummer 25 9:40.6

## Danske mesterskaber
- Sølv 1978 1500 meter 4:27.87
- Sølv 1978 3000 meter 9:24.2
- Guld 1978 1500 meter inde 4:38.6
- Guld 1978 Cross 4 km hold
- Guld 1977 Cross 4 km hold

## Personlige rekorder
- 800 meter 2,16,7h 1977
- 1500 meter 4,26,5h 1978
- 3000 meter 9,19,8h 1978
- 10 000 meter 34,41,0 1978